# Sisymbrium confertum
Sisymbrium confertum är en korsblommig växtart som beskrevs av Christian von Steven och Porphir Kiril Nicolai Stepanowitsch Turczaninow. Sisymbrium confertum ingår i släktet gatsenaper, och familjen korsblommiga växter. IUCN kategoriserar arten globalt som otillräckligt studerad. Inga underarter finns listade i Catalogue of Life.